# تشارلز آي. جونز
تشارلز آي. جونز (بالإنجليزية: Charles I. Jones) هو اقتصادي وأستاذ جامعي أمريكي، ولد في 1967 في آشفيل في الولايات المتحدة.